# Isola di Sheppey

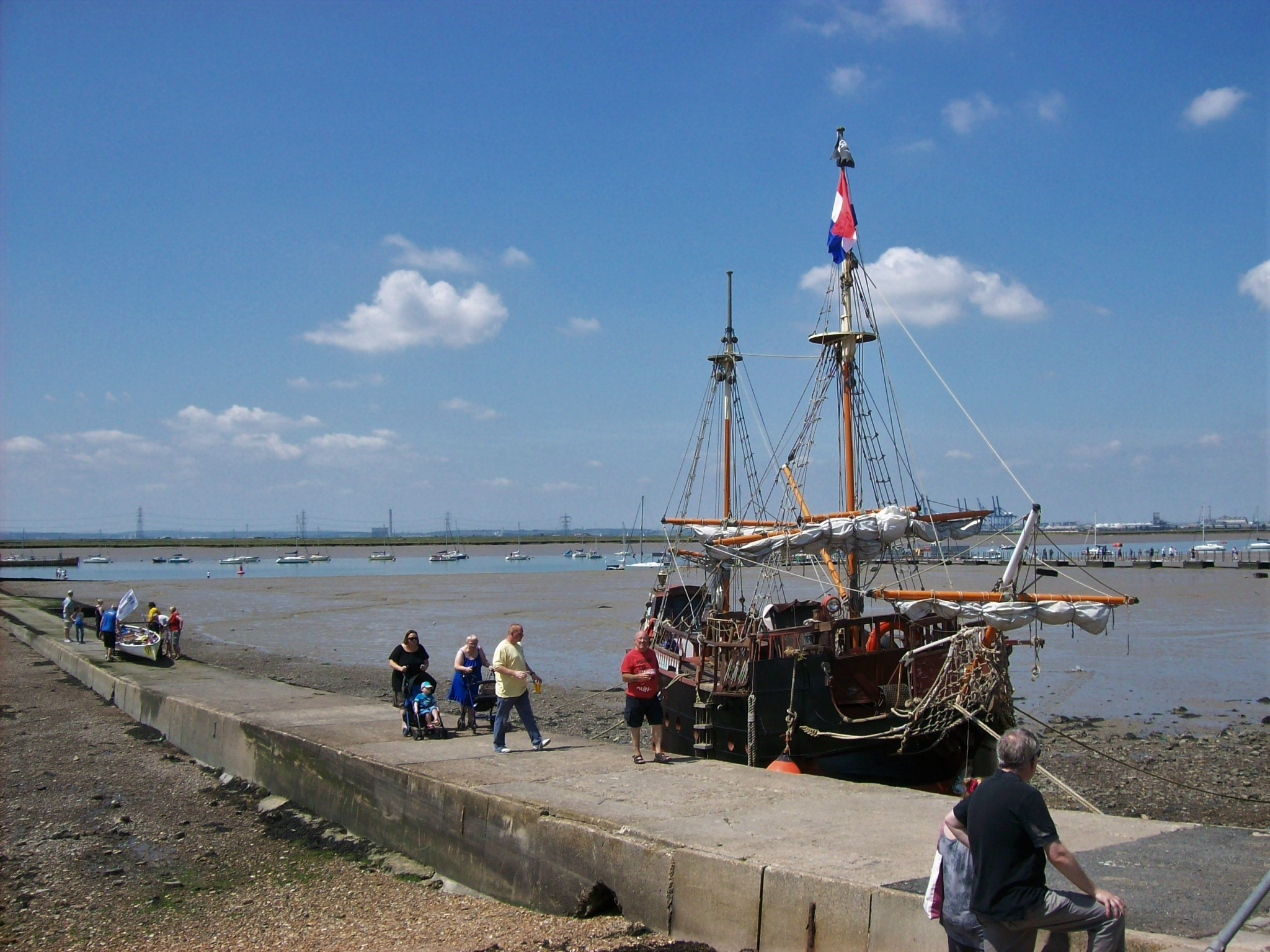
Queensborough, una delle località principali dell'isola

L'isola di Sheppey (in inglese: Isle of Sheppey) è un'isola di 91 kmq della contea inglese del Kent (Inghilterra sud-orientale), situata lungo l'estuario sul Mare del Nord del fiume Tamigi.
Centri principali dell'isola sono Leysdown-on-Sea, Minster, Sheerness, Eastchurch, Warden e Queenborough.
L'isola è considerata come la "terra natale" dell'aviazione britannica e le sue spiagge si sono aggiudicate la bandiera blu nel 2015 e il Seaside Award nel 2019.

## Geografia fisica
L'isola si trova nel distretto di Swale, nella parte settentrionale della contea del Kent: è situata a nord del villaggio di Kemsley a ad est del villaggio di Isle of Grain, a sud dell'estuario del Tamigi; è separata dal resto del Kent da un braccio di mare chiamato "The Swale" ed è situata nei pressi del fiume Medway.
Le scogliere dell'isola si estendono per una lunghezza di circa 6 miglia. Nell'isola, si trova una riserva naturale, la riserva naturale di Elmley.

## Origini del nome
Sheppey significa letteralmente "isola delle pecore". Anticamente, l'isola era nota con il nome sassone Sceapige o con il nome latino Ovinia.

## Storia
L'isola era forse nota già a Tolomeo, che indicò la presenza nell'area di due isole chiamate 
Toliapis e Counus.
Nel VII secolo, la regina sassone Sexburga di Ely fondò nell'isola di Sheppey, segnatamente a Minster, un'abbazia.
Il 2 maggio 1909 partì dall'isola di Sheppey il primo volo nel Regno Unito, effettuato da John Brabazon.
Il 27 maggio 1915, nell'isola avvenne il disastro della HMS Princess Irene, che esplose di fronte al porto di Sheerness.
Nel corso della prima guerra mondiale, l'isola divenne un importante luogo di addestramento per le truppe britanniche.
Alla fine del XX secolo, le località di Minster e Leysdown crebbero d'importanza come stazioni balneari.

## Monumenti e luoghi d'interesse
- Eastchurch Aviation Museum[2]

## Sport
Nell'isola ha sede il club calcistico semi-professionistico Sheppey Football Club, fondato nel 1890. L’attuale presidente è Matt Smith.

## L'isola di Sheppey nella cultura di massa
- A Sheppey è dedicata l'omonima opera teatrale di William Somerset Maugham, pubblicata nel 1933[3][8]